# Abenteuer auf Malta
Abenteuer auf Malta ist eine britische Fernsehserie. Ursprünglich als Kinofilm nach einem Buch von Mary Catchcart Borer unter dem Titel Treasure in Malta von William Freeman und Ralph May 1962 auf Malta produziert, wurde sie 1963 in Großbritannien von der BBC erstmals gezeigt. In Deutschland wurde sie ab dem 2. Oktober 1966 wöchentlich sonntagabends vom ZDF in sechs Teilen ausgestrahlt. Die deutsche Dialogregie führte Lothar Michael Schmitt.

## Handlung
Die Geschwister Sukie und Tom fliegen in den Ferien nach Malta, um ihren Vater Dr. Trevor, der den „Schrein der Calypso“ ausgraben will, zu besuchen. Jedoch hat eine Verbrecherbande Dr. Trevor entführt. Im Laufe des Filmes werden auch die Kinder entführt; alle können schließlich während eines Volksfestes entkommen. Es entbrennt eine turbulente Jagd nach einer Goldstatue.

## Deutsche Ausstrahlung
1. Der Schrein der Calypso (2. Okt. 1966)
2. Die Flucht (9. Okt. 1966)
3. Das Versteck (16. Okt. 1966)
4. Wo ist Professor Carruana? (23. Okt. 1966)
5. Rettung im letzten Augenblick (30. Okt. 1966)
6. Die Goldstatue ist gerettet (6. Nov. 1966)